# L'equazione (singolo)
L'equazione è un brano musicale del cantante italiano Antonio Maggio, pubblicato come singolo apripista del suo omonimo secondo album da solista.
Il brano apre il secondo lavoro discografico di Antonio che è uscito il 13 maggio 2014 
È entrato in rotazione radiofonica dal 4 aprile 2014.